# Pino Bertelli
Pino Bertelli (Piombino, 23 aprile 1943) è un anarchico, fotografo, scrittore e cineasta italiano.

## Biografia
Dal 1960 al 1986, Bertelli lavorò come operaio siderurgico in una fabbrica nella sua città natale. Ispirato da Pier Paolo Pasolini, iniziò a fotografare il cambiamento strutturale a Piombino diventando un fotografo di strada. Dall'inizio degli anni '80, diventò conosciuto come un autore sulla storia del cinema. Altre sue pubblicazioni sono invece il risultato dei suoi viaggi nel Mediterraneo e in Africa. 
Nel 2002 venne incaricato dall'amministrazione regionale toscana di fotografare le persone nei loro luoghi di lavoro, opera dal titolo La Toscana del lavoro, documentando così, tra le altre cose, i cambiamenti strutturali nella regione. Il fondo "Pino Bertelli", contenente circa 5000 libri, si può consultare nell’Archivio Famiglia Berneri-Aurelio Chessa e una parte del suo archivio fotografico è stato depositato presso l’Università di Parma
Nel 2016 è intervenuto con un suo lungo articolo dedicato al fotografo ceco Miroslav Tichý, in merito all'Elogio dell'imperfezione.

## Film dedicati
- Jürgen Czwienk : Pino Bertelli. Fotografare con i piedi (1993).
- Cortometraggio di Bruno Tramontano : Adoro solo l'oscurità e le ombre.
- Pino Bertelli: Ritratto di un Fotografo di Strada a Buenos Aires (2016) di Antonio Manco

## Premi e riconoscimenti
- Premio Castiglioncello per la fotografia (1999)[3]
- Premio Internazionale Orvieto per il miglior libro di reportage: Chernobyl. Ritratti dall'infanzia contaminata (2004).

## Mostre
- Mannheim - ritratto di una città nel Centro Congressi Rosengarten, Mannheim (2007).
- Uomo e Macchina. Lavorare in Toscana, LWL-Industriemuseum, Hattingen (2015)[4]

## Opere (selezione)
- Guy Debord e la società dello spettacolo, Buenaventura Durruti (1973).
- Marlene Dietrich : Dal taccuino di due disertori dello schermo, con Gianna Ciao Pointer, TraccEdizioni, Piombino 1994, ISBN 88-7205-078-2 (1994).
- Jean Vigo 1905-1934, Cinema della rivolta (1995).
- Pier Paolo Pasolini: il cinema in corpo : atti impuri di un eretico (2001).
- Sahrawi. Un popolo esiliato , con testi di Dario Fo (2001).
- Chernobyl. Ritratti dall'infanzia contaminata , Tracce, Pistoia (2003).
- Burkina Faso . Ritratti dal popolo degli uomini integri (2005).
- Ladro di cinema. Saggio su Luigi Faccini (2008).
- Tina Modotti . Sulla fotografia sovversiva. Dalla poetica della rivolta all'etica dell'utopia (2008).
- Volto del Mediterraneo, con il contributo di Predrag Matvejević (2009).
- Jean Vigo. Cinema della rivolta e dell'amour fou (2009).
- Pikiéko. Il villaggio che adottò un uomo. Burkina Faso (2010).
- Fuori da quelle mura, (a cura di P.B.), testi vari in Alda Merini, Massari Editore, Bolsena 2012, ISBN 978-88-457-0277-8
- Uomo e Macchina. Uomo e macchina: Pino Bertelli sulla strada in Toscana, Essen (2015), ISBN 978-3-8375-1413-1.